# BD-1008
BD-1008 je antagonist sigma receptora, koji blokira efekte kokaina u studijama na životinjama. On potencijalno može da bude koristan u razvoju antidota za lečenje kokainskog predoziranja.